# ایمن فتینی
ایمن فتینی (انگلیسی: Ayman Ftayni؛ زادهٔ ۲۷ دسامبر ۱۹۹۴) یک ورزشکار اهل عربستان سعودی است.
از باشگاه‌هایی که در آن بازی کرده‌است می‌توان به باشگاه فوتبال النصر عربستان سعودی اشاره کرد.